# Critics’ Choice Movie Award/Bestes Schauspielensemble
Seit 2002 wird bei den BFCA das beste Ensemble des vergangenen Filmjahres geehrt.

## Preisträger
| Jahr            | Film                                                      | Preisträger |
| 2002            | Gosford Park                                              | Eileen Atkins, Bob Balaban, Alan Bates, Charles Dance, Stephen Fry, Michael Gambon, Richard E. Grant, Tom Hollander, Derek Jacobi, Kelly Macdonald, Helen Mirren, Jeremy Northam, Clive Owen, Ryan Phillippe, Kristin Scott Thomas, Maggie Smith, Geraldine Somerville, Sophie Thompson, Emily Watson und James Wilby |
| 2003            | Chicago                                                   | Christine Baranski, Ekaterina Chtchelkanova, Taye Diggs, Denise Faye, Colm Feore, Richard Gere, Deidre Goodwin, Mýa, Lucy Liu, Queen Latifah, Susan Misner, John C. Reilly, Dominic West, Renée Zellweger und Catherine Zeta-Jones                                                                                    |
| 2004            | Der Herr der Ringe: Die Rückkehr des Königs               | Sean Astin, Sean Bean, Cate Blanchett, Orlando Bloom, Billy Boyd, Bernard Hill, Ian Holm, Ian McKellen, Dominic Monaghan, Viggo Mortensen, John Noble, Miranda Otto, John Rhys-Davies, Andy Serkis, Liv Tyler, Karl Urban, Hugo Weaving, David Wenham und Elijah Wood                                                 |
| 2005            | Sideways                                                  | Thomas Haden Church, Paul Giamatti, Virginia Madsen und Sandra Oh |
| 2006            | L.A. Crash                                                | |
| 2007            | Little Miss Sunshine                                      | |
| 2008            | Hairspray                                                 | |
| 2009            | Milk                                                      | |
| 2010            | Inglourious Basterds                                      | |
| 2011            | The Fighter                                               | |
| 2012            | The Help                                                  | |
| 2013            | Silver Linings                                            | |
| 2014            | American Hustle                                           | |
| 2015            | Birdman oder (Die unverhoffte Macht der Ahnungslosigkeit) | |
| 2016 (Januar)   | Spotlight                                                 | |
| 2016 (Dezember) | Moonlight                                                 | |
| 2018            | Three Billboards Outside Ebbing, Missouri                 | |
| 2019            | The Favourite – Intrigen und Irrsinn                      | |
| 2020            | The Irishman                                              | |
| 2021            | The Trial of the Chicago 7                                | |
| 2022            | Belfast                                                   | |
| 2023            | Glass Onion: A Knives Out Mystery                         | |
| 2024            | Oppenheimer                                               | |
| 2025            | Konklave                                                  | |